# Laguna La Picasa
Laguna La Picasa är en periodisk sjö i Argentina.   Den ligger i provinsen Santa Fe, i den centrala delen av landet, 400 km väster om huvudstaden Buenos Aires. Laguna La Picasa ligger 103 meter över havet. Arean är 258 kvadratkilometer. Den sträcker sig 23,1 kilometer i nord-sydlig riktning, och 25,2 kilometer i öst-västlig riktning.
Runt Laguna La Picasa är det glesbefolkat, med 16 invånare per kvadratkilometer.